# ژوزف فیلیپ پیر فریه
ژوزف فیلیپ پیر فریر (Joseph Pierre Ferrier؛ ۱۸۱۱–۱۸۸۶)، سرباز، نقشه‌بردار، نویسنده و سفرنامه‌نویس فرانسوی بود.

## فعالیت‌های نظامی و دیپلماتیک
او کار خود را در اوایل دهه ۱۸۳۰ با خدمت به ارتش فرانسه در آفریقا آغاز کرد و در آنجا مجروح شد و به فرانسه بازگشت. در سال ۱۸۳۹ به همراه افسران و مهندسان فرانسوی دعوت شده توسط محمد شاه قاجار به ایران سفر کرد. او به عنوان مربی نظامی در سال‌های ۱۸۳۹–۱۸۴۲ و سپس در ۱۸۴۶–۱۸۵۰ در ارتش پرشیا (ایران کنونی) خدمت کرد. او توسط محمد شاه قاجار (۱۸۰۸–۱۸۴۸، سلطنت ۱۸۳۴–۱۸۴۸) به مأموریتی دیپلماتیک به اروپا اعزام شد، اما بعداً مجبور به ترک ایران شد. او در سال ۱۸۴۶ پس از انجام یک سفر زمینی خطرناک از طریق افغانستان و ایران در ۱۸۴۴–۱۸۴۶ به خدمت پارسیان بازگشت.
در بازگشت به اروپا دو سفرنامه به زبان انگلیسی منتشر کرد — سفرهای کاروان در ایران، افغانستان، ترکستان و بلوچستان و تاریخ افغان‌ها که اولین آنها به فرانسه نیز ترجمه شد. کتاب نخست با عنوان کتاب سفر با کاروان توسط حسین هژبریان به فارسی ترجمه و در سال ۱۴۰۱ توسط انتشارات فرزان روز منتشر شده‌است.

## انتشارات[۴]
- (engl.) Caravan journeys and Wanderings in Persia, Afganistan, Turkistan and Beloochistan, with histor. notices of the countries lying between Russia and India (London, 1857.)
- (engl.) History of the Afghans (London, 1858.)
- (fr.) Voyages et aventures en Perse, dans l'Afghanistan, le Beloutchistan et le Turkestan (Pariz, 1870.)